# Годонкур
Годонкур (фр. Godoncourt) је насељено место у Француској у региону Лорена, у департману Вогези.
По подацима из 2011. године у општини је живело 133 становника, а густина насељености је износила 11,69 становника/km².

## Демографија
| 1962. | 1968. | 1975. | 1982. | 1990. | 2011. |
| ----- | ----- | ----- | ----- | ----- | ----- |
| 259   | 208   | 182   | 171   | 143   | 133   |